# Intégrale Foot
L'Intégrale Foot est une émission de radio autour du football sur RMC.

## Principe
Créée en août 2001, à chaque fois qu'il y a des retransmissions footballistiques sur RMC (Ligue 1, Ligue des Champions, Ligue Europa, Coupe de France, Coupe de la Ligue, Équipe de France).
Depuis septembre 2012, l'Intégrale Foot n'a plus seulement lieu pendant les soirs de match, elle se déroule aussi tous les soirs (à part le lundi soir) sans match de 20 h à 22 h sous forme de talk-show.
Depuis août 2014, l'Intégrale Foot se déroule tous les soirs (à part le lundi soir) de 20 h 30 à 22 h.

## Présentation
Alexandre Delpérier rejoint RMC en janvier 2001 pour animer le multiplex du championnat de France.
À la rentrée 2001, Alexandre Delpérier devient animateur de l'Intégrale Foot du mardi au vendredi entre 20 h 30 et 22 h 45 quand il y a des matchs de football radiodiffusés sur l'antenne de RMC. Le week-end, c'est Olivier Bruneau.
De 2002 à 2006, l'Intégrale Foot est animé par Gilbert Brisbois en semaine et le week-end lors des soirées football sur RMC,.
En avril 2006, Gilbert Brisbois crée l'After Foot, une émission qui a lieu après chaque Intégrale Foot. Florian Genton anime donc le multiplex du samedi soir jusqu'en 2008. Puis, il est remplacé par Fabien Lefort.
Fin août 2007, RMC décide de supprimer l'émission DKP qui était animée par Alexandre Delpérier. Ce dernier est donc de retour à la tête des Intégrales Foot du lundi au vendredi ainsi que de l'After Foot. À la fin du championnat d'Europe 2008, Delpérier quitte RMC pour rejoindre Europe 1.
Alexandre Delpérier est remplacé par Gilbert Brisbois, qui anime l'Intégrale Foot du dimanche au jeudi. À partir de 2010, Gilbert Brisbois prend aussi l'animation du multiplex du samedi soir.
Depuis la rentrée 2012, Jean Resseguié anime et commente les soirées football (Ligue 1, Ligue des Champions, Ligue Europa, Coupe de France, Coupe de la Ligue, Équipe de France). Il est accompagné des membres de la Dream Team RMC Jean-Michel Larqué, Rolland Courbis, Ali Benarbia ou encore Grégory Coupet. Lors de cette rentrée, l'Intégrale Foot a succédé à Coach Courbis les soirs sans match, de 20 h à 22 h avec Jean-François Pérès puis Jean-Louis Tourre à sa tête et Florent Gautreau le weekend.

## Éditions spéciales
Pendant la Coupe du monde de football de 2006 en Allemagne, RMC est la radio officielle et tous les matchs sont diffusés dans l'Intégrale Coupe du monde dès 14 h et se conclut jusqu'à minuit.
Lors du Championnat d'Europe de football 2008 en Suisse et Autriche, RMC est la seule station française qui diffuse tous les matchs de la compétition dans l'Intégrale Euro. À partir de 16 h, cette émission préparera le terrain pour le coup d'envoi des matchs de 18 h et de 20 h 45 avec Luis Fernandez, Didier Deschamps et Karim Bennani. Ensuite place bien évidemment aux matches qui seront commentés à l'antenne en direct des stades par les envoyés spéciaux Jano Resseguié, Fabien Lefort, Edward Jay, Loic Briley, Jérôme Sillon, Rodolphe Masse, Julien Richard et Joël Quiniou, qui pourra intervenir à tout moment sur l'antenne pour décrypter en direct les règles et les phases de jeu litigieuses.
Comme en 2002 et en 2006, RMC est la radio officielle de la Coupe du monde de football de 2010 qui se déroule en Afrique du Sud. Les 64 matches sont diffusés en direct et en intégralité et 11 heures d'antenne par jour sont consacrées à la compétition dans l'Intégrale Coupe du monde. Dans chaque stade, à 13 h 30, à 16 h et à 20 h 30, une équipe de RMC Sport assiste au match et le commente en direct. Au micro, les commentateurs sont Karim Bennani, Jean Bommel, Loïc Briley, Pierre Dorian, François Giuseppi, Fabien Lefort, Rodolphe Massé, François Pesenti, Jano Resseguié et Julien Richard.
Pendant l'Euro 2012 qui a lieu en Pologne et en Ukraine, l'antenne est consacrée exclusivement à l’évènement. En effet, à partir de 16 h, ça commence par l'Intégrale Euro animée par Luis Fernandez, Grégory Coupet et Florian Genton. À 18 h et 20 h 45, la radio commentera les rencontres du jour assurés par les journalistes de RMC Sport (Jano Resseguié, Jérôme Sillon, Loïc Briley, Florent Germain et Nicolas Jamain). La nouveauté est que la Dream Team RMC (Olivier Dacourt, Éric Di Meco, Ali Benarbia, Rolland Courbis, Jean-Michel Larqué) interviendra pendant les rencontres pour livrer des analyses à chaud et lancer des débats.

## Rubriques
- La causerie du coach
- Le clash des supporters
- Le Top 10 de la Ligue 1

## Équipe

### Présentateur
- Christophe Cessieux (Dimanche 17h-19h)
- Thibaut Giangrande (Samedi 17h-19h/Dimanche 13h-15h)
- Benoit Boutron (Dimanche 15h-17h)

### Consultants
- Rolland Courbis
- Lionel Charbonnier
- Kévin Diaz
- Manuel Amoros